# Are You That Somebody?
"Are You That Somebody?" é uma canção da cantora norte-americana Aaliyah, gravada para a trilha sonora do filme Dr. Dolittle (1998). Foi escrita por Static Major e Timbaland, que, em adição à produção da canção, interpretou um rap. A canção foi enviada para as rádios estadunidenses de urban contemporary em 26 de maio de 1998, pela Blackground Records e Atlantic Records. Musicalmente, é uma canção R&B, pop e avant-funk, com influências de hip hop. Sua produção também incorpora outros instrumentos como guitarras staccato, beatboxing e drum and bass. Liricamente, é sobre manter uma relação íntima em segredo. 
Após seu lançamento, a canção foi aclamada pela crítica musical, recebendo elogios pela produção inovadora. Em 1999, a faixa rendeu à Aaliyah sua primeira indicação ao Grammy Awards, na categoria de Melhor Performance Vocal Feminina de R&B. Inicialmente, a canção tornou-se inelegível para entrar na Billboard Hot 100, uma vez que não havia sido lançada comercialmente e apenas foi promovida como single de airplay. No entanto, em dezembro de 1998 a Billboard mudou suas políticas para permitir com que canções apenas de airplay entrassem no gráfico, consequentemente fazendo com que a canção alcançasse a 21ª posição. Internacionalmente, a canção conquistou sucesso comercial ainda maior, atingindo o topo na Nova Zelândia e a terceira posição nos Países Baixos. Também atingiu a 11ª colocação no Canadá e no Reino Unido. 
Um videoclipe para "Are You That Somebody?" foi dirigido por Mark Gerard e mostra Aaliyah e outros dançarinos dançando em uma caverna com um cenário de fundo onde são mostrados trechos do filme. O videoclipe recebeu bastante aclamação da indústria musical, recebendo indicações aos prêmios de Melhor Clipe de R&B e Melhor Clipe de um Filme no MTV Video Music Awards de 1999, bem como uma indicação ao prêmio de Outstanding Music Video no NAACP Image Awards. Ao longo dos anos, múltiplos críticos elogiaram o videoclipe por sua coreografia, com muitos destacando os passos influenciados pelo flamenco na cena final. 
Retrospectivamente, a revista Rolling Stone classificou a canção na 24ª posição da lista das 50 Melhores Músicas dos Anos 90 e, posteriormente, na 238ª posição na lista das 500 Melhores Canções de Todos os Tempos. Adicionalmente, a publicação Pitchfork incluiu a canção na terceira posição da lista das 250 Melhores Canções da Década de 90.

## Antecedentes
De acordo com Static Major em uma entrevista para a revista Vibe, quando Timbaland apresentou a música para Aaliyah pela primeira vez, ela inicialmente mostrou desdém por ela. No entanto, Aaliyah finalmente concordou em gravá-la. Em um vídeo dos bastidores com Timbaland, ele revela que a canção foi gravada em algumas horas depois de um show e que a canção quase não aconteceu.
"Are You That Somebody?" foi gravada no Capital Records Studio em Los Angeles e de acordo com o engenheiro musical Jimmy Douglass, a sessão de gravação da música foi "uma sessão de sopa para nozes", o que significa que toda a música foi gravada e mixada em apenas uma só sessão. O grupo trabalhou na música das 23h00 às 9h00 e as últimas partes que foram adicionadas à música foram os barulhos do bebê e os improvisos de Timbaland.

## Composição e interpretação lírica
"Are You That Somebody?" é uma música R&B e pop com o gênero vanguardista incorporado ao som da música. A música também apresenta uma variedade de sons, como guitarras frenéticas em staccato, beat-boxing, drum-and-bass da programação da bateria e um sample de um bebê chorando e rindo. Liricamente, a música é sobre "um encontro tarde da noite com uma pessoa especial que precisava ser mantida em segredo". Na música, a personalidade "street but sweet" de Aaliyah está em pleno vigor, quando ela declara: "Às vezes sou boazinha / Agora sou travessa". Há também uma sensação de saudade na aparência do título da música ("Porque eu realmente preciso de alguém / Diga-me você é esse alguém?") e também na maneira como Aaliyah a canta, estendendo as sílabas ao ponto do desespero e então acompanhando o ritmo com frases apressadas e confusas". 

## Recepção da crítica
Larry Flick da Billboard sentiu que Aaliyah estava a caminho de se tornar "a nova rainha dos sucessos da trilha sonora" por causa dessa música. Flick também elogiou a música por sua melodia suave e letras inteligentes, dizendo: "Ao mesmo tempo, tem uma melodia suave e letras inteligentes que se conectam com pessoas que exigem uma estrutura tradicional em sua música pop". Em seu guia de álbum, a Rolling Stone comentou que a canção "continua sendo um dos momentos mais surpreendentes do R&B dos anos 90". Em 1999, a Spin incluiu a canção em sua lista de singles Top 20 e eles sentiram que os vocais de Aaliyah e a produção de Timbaland na canção era como "um R&B cantando na chuva". Damien Scott da Complex sentiu que "Are You That Somebody?" captura traços múltiplos perfeitamente encontrados nos primeiros dois álbuns de Aaliyah. De acordo com Scott, "a obra de Aaliyah foi um exercício de autoconsciência. Seus primeiros dois álbuns traçaram cuidadosamente a linha entre a adolescência e a idade adulta, exibindo uma mulher explorando o terreno do amor, confiança e luxúria; uma que exalava uma inocência lúdica enquanto insinuava um lado mais sensual. Sua realização culminante, uma colaboração entre ela, Timbaland e Static Major, "Are You That Somebody?", capturaria tudo isso perfeitamente". Quentin B. Huff do PopMatters sente que a canção "é muito boa para ser relegada ao status de trilha sonora". Ele continuou elogiando a música, dizendo: "É uma faixa fantástica, com um ritmo acelerado alternadamente acentuado pelo mais estranho feixe de ruído. Parece alguém balançando dados, estalando os dedos ou girando um cubo de Rubik muito rápido - nunca consigo decidir qual".

## Prêmios
| Ano  | Prêmio                         | Categoria                                | Resultado | Ref.   |
| ---- | ------------------------------ | ---------------------------------------- | --------- | ------ |
| 1999 | NAACP Image Award              | Outstanding Music Video                  | Indicado  | [ 16 ] |
| 1999 | Grammy Awards                  | Melhor Performance Vocal Feminina de R&B | Indicado  | [ 17 ] |
| 1999 | Nickelodeon Kids' Choice Award | Canção Favorita                          | Indicado  | [ 18 ] |
| 1999 | MTV Movie Award                | Melhor Canção de um Filme                | Indicado  | [ 19 ] |
| 1999 | Soul Train Lady of Soul Award  | Melhor Canção de R&B/Soul                | Indicado  | [ 20 ] |
| 1999 | Soul Train Lady of Soul Award  | Melhor Clipe de R&B/Soul ou Rap          | Indicado  | [ 20 ] |
| 1999 | MTV Video Music Award          | Melhor Clipe de R&B                      | Indicado  | [ 21 ] |
| 1999 | MTV Video Music Award          | Melhor Clipe de um Filme                 | Indicado  | [ 21 ] |

## Desempenho nas tabelas musicais
"Are You That Somebody?" não foi lançada comercialmente para as lojas como single, então o sucesso da canção nas paradas dependeu somente de seu airplay nas rádios. Durante sua presença nas tabelas, a Billboard mudou suas políticas, permitindo que singles de apenas airplay pudessem entrar na Billboard Hot 100. Em 5 de dezembro de 1998, a canção alcançou o seu pico na 21ª posição na Hot 100. Em agosto de 1998, a canção atingiu a primeira posição nas paradas R&B/Hip-Hop Airplay e Rhythmic. Três meses depois, em novembro de 1998, a canção atingiu a sexta posição na parada Mainstream Top 40. Nas demais regiões da América do Norte, a canção atingiu a 11ª posição na parada de singles no Canadá. Ainda no Canadá, a canção atingiu a segunda posição da parada urbana em 31 de agosto de 1998.
Na Europa, "Are You That Somebody?" alcançou o pico na posição 40 na parada Ultratop 50 Wallonia na Bélgica. Na Alemanha, a canção entrou nas paradas oficiais alemãs na posição 91 em 9 de novembro de 1998. A canção atingiu seu pico onze semanas depois, em 25 de janeiro de 1999, na posição 31. Na Holanda, a canção entrou na parada Single Top 100, no número 65 em 17 de outubro de 1998. Eventualmente, a canção atingiu seu pico na terceira posição em 14 de novembro de 1998, e permaneceu na posição por um total de três semanas. Também na Holanda, a canção alcançou a terceira posição no top 40 holandês por um total de três semanas também. No Reino Unido, a canção alcançou na 11ª posição das paradas oficiais em 12 de setembro de 1998. Além disso, a canção alcançou o pico no top 5 das paradas de dança e R&B do Reino Unido, nos números 4 e 2, respectivamente. De acordo com a Official Charts Company, "Are You That Somebody?" é o terceiro single mais vendido de Aaliyah na região. Na região da Oceania, a canção entrou nas paradas da Nova Zelândia na posição 43 em 4 de outubro de 1998, uma semana depois, a canção alcançou o topo da tabela em 11 de outubro de 1998.

## Clipe

### Sinopse
O videoclipe de "Are You That Somebody?" foi dirigido por Mark Gerard, e com coreografia de Fatima Robinson. Tudo começa com Timbaland e uma equipe de homens andando de motocicleta até uma caverna onde Aaliyah e outras mulheres estão esperando. Quando Timbaland e a tripulação chegam, um holograma de uma porta de metal fecha a abertura da caverna. Os homens percebem que o selo é um holograma e passam por ele. Dentro da caverna, cenas de Dr. Dolittle são projetados em várias paredes ao fundo. Quando o primeiro verso de Aaliyah começa, ela segura um grande pássaro no braço e todos começam a executar a coreografia. Há cenas com apenas as mulheres dançando, apenas os homens dançando, tanto as mulheres quanto os homens dançando, e Aaliyah se apresentando sozinha. Não há cenas apenas com os homens e Aaliyah dançando. Também é mostrado o rap de Timbaland com o grupo de R&B Playa ao fundo. O vídeo termina com Aaliyah e os dançarinos realizando uma dança flamenca.

### Recepção
"Are You That Somebody?" recebeu bastante airplay em múltiplos canais e programas musicais. Durante a semana de 5 de julho de 1998, o clipe foi o segundo mais tocado no canal BET. Na semana de 12 de julho de 1998, "Are You That Somebody?" foi o clipe mais tocado nos Estados Unidos através do canal The Box. Enquanto isso, de 20 a 27 de setembro de 1998, o clipe foi o vídeo mais tocado na MTV. O videoclipe foi incluído na lista de Melhores Clipes de R&B dos Anos 90 da revista Complex e o escritor Ernest Baker enalteceu o vídeo. Ele também sentiu que as roupas e a coreografia no clipe eram revolucionárias e inovadoras.

## Legado
Em 2005, a revista Blender incluiu "Are You That Somebody?" na lista das 500 Melhores Canções Desde que Você Nasceu.
Em março de 2007, a banda americana de indie rock, Gossip, fez um cover da canção no programa 6music da BBC. Uma versão completa do estúdio vazou em 2009 e depois foi lançada na compilação do Ministry of Sound Volume 2 em 2010. Em 2009, o rapper canadense Drake interpolou uma parte do refrão da música em seu verso em "BedRock" da Young Money Entertainment; "Garota, eu tenho que cuidar de mim, porque não sou qualquer um". Em 2011, um cover com verso de rap de Wax foi gravada pelo The Red Ribbon Army.
Adam Levine, vocalista do grupo Maroon 5, lembra que ele foi convencido a perseguir um som mais diferente, ao escutar "Are You That Somebody?". O cantor afirmou que na época ele nunca tinha ouvido algo tão inovador quanto a faixa feita para a trilha sonora de Dr. Dolittle.
Em vários shows da turnê FutureSex/LoveShow (2006-2007), do cantor Justin Timberlake, Timbaland realizou tributos à Aaliyah, onde uma compilação de cenas dos videoclipes dela eram transmitidos enquanto a instrumental de "Are You That Somebody?" tocava ao fundo.
Samples da música foram usadas em várias faixas eletrônicas e, mais recentemente, em faixas dubstep. Um uso proeminente do sample foi por James Blake na faixa "CMYK" de seu EP de 2010 com o mesmo nome.
Em 2011, a revista Slant incluiu a canção na lista dos 100 Melhores Singles dos Anos 90, na 19ª posição.
Em 2014, a cantora Banks apresentou uma versão acústica da faixa durante o seu Live Lounge na BBC Radio 1. Em 2018, o grupo Pentatonix gravou a canção como um medley, combinando com "New Rules" de Dua Lipa, para o álbum PTX Presents: Top Pop, Vol. I.
Em 2021, a revista Rolling Stone classificou "Are You That Somebody?" na 238ª posição da lista das 500 Melhores Canções de Todos os Tempos. A revista em 2019 havia incluído a canção na 24ª colocação da lista das 50 Melhores Músicas dos Anos 90. Ainda em 2021, após seu lançamento oficial nas plataformas de streaming, "Are You That Somebody?" viralizou em uma trend no aplicativo TikTok, e milhares de vídeos utilizando a faixa foram compartilhados no aplicativo.
Em setembro de 2022, a publicação Pitchfork elegeu "Are You That Somebody?" a terceira melhor canção da década de 90.

## Tabelas musicais
| Tabelas musicais (1998-1999)                                | Melhor posição |
| ----------------------------------------------------------- | -------------- |
| Alemanha (Official German Charts)                           | 31             |
| Bélgica (Ultratop 50 Flanders)                              | 42             |
| Bélgica (Ultratop 50 Wallonia)                              | 40             |
| Canadá (Nielsen SoundScan)                                  | 11             |
| Canadá - Dance/Urban (RPM)                                  | 2              |
| Escócia (OCC)                                               | 56             |
| Nova Zelândia (Recorded Music NZ)                           | 1              |
| Estados Unidos (Billboard Hot 100)                          | 21             |
| Estados Unidos - Adult R&B Airplay (Billboard)              | 33             |
| Estados Unidos - Mainstream R&B/Hip-Hop Airplay (Billboard) | 1              |
| Estados Unidos - Pop Airplay (Billboard)                    | 6              |
| Estados Unidos - Radio Songs (Billboard)                    | 4              |
| Estados Unidos - R&B/Hip-Hop Airplay (Billboard)            | 1              |
| Estados Unidos - US Rhythmic (Billboard)                    | 1              |
| Países Baixos (Dutch Top 40)                                | 3              |
| Países Baixos (Singles Top 100)                             | 3              |
| Reino Unido - UK Dance (OCC)                                | 4              |
| Reino Unido - UK R&B (OCC)                                  | 2              |
| Reino Unido - UK Singles (OCC)                              | 11             |
| Suíça (Schweizer Hitparade)                                 | 41             |
| União Europeia (European Hot 100 Singles)                   | 60             |

| Tabelas musicais (1999)                                   | Melhor posição |
| --------------------------------------------------------- | -------------- |
| Estados Unidos - Hot 100 Recurrents (Billboard)           | 1              |
| Estados Unidos - Mainstream Top 40 Recurrents (Billboard) | 5              |

| Tabelas musicais (2021)                                     | Melhor posição |
| ----------------------------------------------------------- | -------------- |
| Estados Unidos - Digital Song Sales (Billboard)             | 50             |
| Estados Unidos - R&B/Hip-Hop Digital Song Sales (Billboard) | 14             |
| Estados Unidos - R&B Digital Song Sales (Billboard)         | 6              |
| Estados Unidos - Top Triller US (Billboard)                 | 15             |

### Tabelas de fim de ano
| Tabelas musicais (1998)                          | Melhor posição |
| ------------------------------------------------ | -------------- |
| Canadá - Top Singles (RPM)                       | 66             |
| Canadá - Urban (RPM)                             | 17             |
| Estados Unidos - Mainstream Top 40 (Billboard)   | 38             |
| Estados Unidos - R&B/Hip-Hop Airplay (Billboard) | 7              |
| Estados Unidos - US Rhythmic (Billboard)         | 6              |
| Países Baixos (Dutch Top 40)                     | 40             |
| Nova Zelândia (Recorded Music NZ)                | 26             |
| Países Baixos (Singles Top 100)                  | 28             |

| Tabelas musicais (1999)                        | Melhor posição |
| ---------------------------------------------- | -------------- |
| Estados Unidos - Mainstream Top 40 (Billboard) | 75             |
| Estados Unidos - US Rhythmic (Billboard)       | 63             |
| Países Baixos (Dutch Top 40)                   | 122            |
| Países Baixos (Singles Top 100)                | 97             |

## Certificações
| Região                | Certificado | Unidades certificadas/vendas |
| --------------------- | ----------- | ---------------------------- |
| Estados Unidos (RIAA) | Ouro        | 500.000                      |
| Nova Zelândia (RMNZ)  | Ouro        | 5.000                        |
| Países Baixos (NVPI)  | Ouro        | 50.000                       |